# Joelle Kayembe
Joelle Kayembe Hagen es una modelo y actriz congoleña.

## Biografía
Kayembe nació en Lubumbashi, República Democrática del Congo, hija del empresario congoleño Kalonji Kayembe. En 1994, se mudó a Sudáfrica.

## Carrera
Deseaba estudiar psicología, pero se convirtió en modelo después de ser descubierta a los 19 años. Comenzó con varios trabajos sin paga hasta que consiguió un calendario extendido con FHM SA.
Se convirtió en la primera mujer negra en las portadas de Sports Illustrated Swimsuit Issue. También apareció en otras revistas como Cosmopolitan y Elle, así como en un anuncio de Sprite Zero. También es pintora para clientes selectos. Apareció en el video de Ludacris, "Pimpin 'all Over the World". Fue finalista en la competencia internacional de supermodelo 2005 celebrada en China. Ha desfilado en las pasarelas de la SA Fashion Week y la Johannesburg Fashion Week.
En 2013 interpretó a Zina en la película Zulu de Jérôme Salle.
En 2015, se asoció con la Fundación Trace para proporcionar material educativo a dos mujeres jóvenes. En noviembre de 2016 se casó en Ciudad del Cabo.